# SZRD1
SZRD1 (англ. SUZ RNA binding domain containing 1) – білок, який кодується однойменним геном, розташованим у людей на 1-й хромосомі. Довжина поліпептидного ланцюга білка становить 152 амінокислот, а молекулярна маса — 16 997.
| 10         |  | 20         |  | 30         |  | 40         |  | 50         |
| ---------- |  | ---------- |  | ---------- |  | ---------- |  | ---------- |
| MEDEEVAESW |  | EEAADSGEID |  | RRLEKKLKIT |  | QKESRKSKSP |  | PKVPIVIQDD |
| SLPAGPPPQI |  | RILKRPTSNG |  | VVSSPNSTSR |  | PTLPVKSLAQ |  | REAEYAEARK |
| RILGSASPEE |  | EQEKPILDRP |  | TRISQPEDSR |  | QPNNVIRQPL |  | GPDGSQGFKQ |
| RR         |  |            |  |            |  |            |  |            |

A: Аланін

D: Аспарагінова кислота

E: Глутамінова кислота

F: Фенілаланін

G: Гліцин

I: Ізолейцин

K: Лізин

L: Лейцин

M: Метіонін

N: Аспарагін

P: Пролін

Q: Глутамін

R: Аргінін

S: Серин

T: Треонін

V: Валін

W: Триптофан

Кодований геном білок за функцією належить до фосфопротеїнів. 
Задіяний у таких біологічних процесах, як ацетилювання, альтернативний сплайсинг. 